# The Jumping Bomb Angels
The Jumping Bomb Angels (ジャンピング・ボム・エンジェルス/Janpingu bomu enjerusu) es el nombre de un equipo de lucha formado en All Japan Women's Pro-Wrestling, en 1981, con Noriyo Tateno y Itsuki Yamazaki. Ambas obtuvieron el título de campeonato de grupo en Japón, e incluso el WWF Women's Tag Team Championship de WWE en Estados Unidos de América, derrotando a The Glamour Girls, por Leilani Kai y Judy Martin.

## All Japan Women's Pro-Wrestling
Itsuki Yamazaki y Noriyo Tateno debutan como luchadoras profesionales en 1983, en All Japan Women's Pro-Wrestling, donde ambas compiten en un torneo más adelante y obtiene el título AJW Junior Championship, Noriyo Tateno en 1983. Luego otras luchadoras obtienen el título como Keiko Nakano quien lo pierde a manos de Yumi Ogura. En 1984 Tateno y Yamazaki realizan un torneo contra Nakano y Ogura, donde alcanzan derrotarlas a ambas.
El 5 de enero de 1986, JB Angels derrota a Bull Nakano (Keiko) y Condor Saito donde obtienen el título WWWA World Tag Team Championship (en equipo), y más tarde en 1986 derrotan a Crush Gals, equipo formado por Chigusa Nagayo y Lioness Asuka.

## World Wrestling Federation
JB Angels viajan a Estados Unidos para obtener el título de WWF Women's Tag Team Championship, en World Wrestling Federation (hoy WWE). A mediados de 1987, son conocidas como The Jumping Bomb Angels, donde derrotan a The Glamour Girls, formada por Judy Martin y Leilani Kai.
En 1987, se realizó el evento de Survivor Series 1987, donde esta The Glamour Girls, Donna Christanello, Dawn Marie Johnston y la campeona Sherri Martel, contra Velvet McIntyre, Robin Smith, The Fabulous Moolah y JB Angels, donde las japonesas terminan ganando el torneo, con un final desesperante. El 8 de junio de 1988, The Glamour Girls derrota a Jumping Bomb Angels para el título WWF Women's Tag Team Championship, que lo obtenían por segunda vez.

## Técnicas especiales
- Movimientos y técnicas finales
- Movimientos de equipo de lucha libre profesional
- Movimientos especiales
- Powerbomb
- Movimientos aéreos de lucha libre profesional
- Chokeslam

## Discografía
Álbum "First Flight", JB Angels, publicado a finales de 1986.
- Chance x3
- Emblema de la juventud
- Cielo Danza de polvo de estrellas

## Programas en TV
- Historia la experiencia de verano (TBS)

## Reconocimientos y logros
- All Japan Women's Pro-Wrestling
- WWWA World Tag Team Championship
- Torneos individuales
- World Wrestling Federation
- WWF Women's Tag Team Championship